# Schaakolympiade

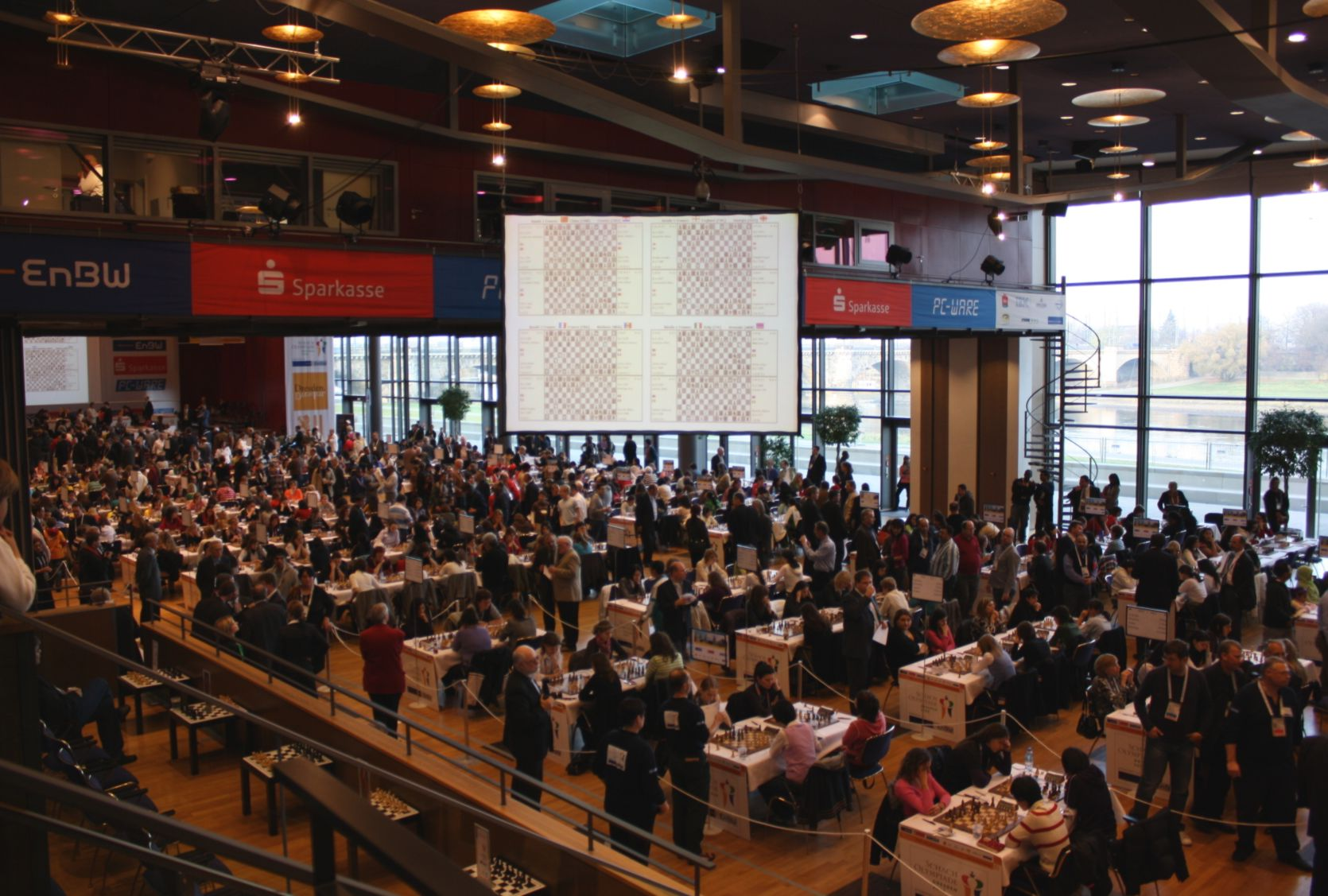
Schaakolympiade in Dresden (2008)

In de schaakolympiade wordt om de twee jaar door landenteams bestaande uit vier, vijf of zes schakers gespeeld. In 1924 vond in Parijs de eerste niet-officiële schaakolympiade plaats. Vanaf 1927 verzorgt de FIDE deze wedstrijden, met een onderbreking van 1939 tot 1950 wegens de Tweede Wereldoorlog. Sinds 1957 zijn er ook schaakolympiades voor dames, de eerste zes apart van het open toernooi, vanaf 1976 samen met dat laatste. 

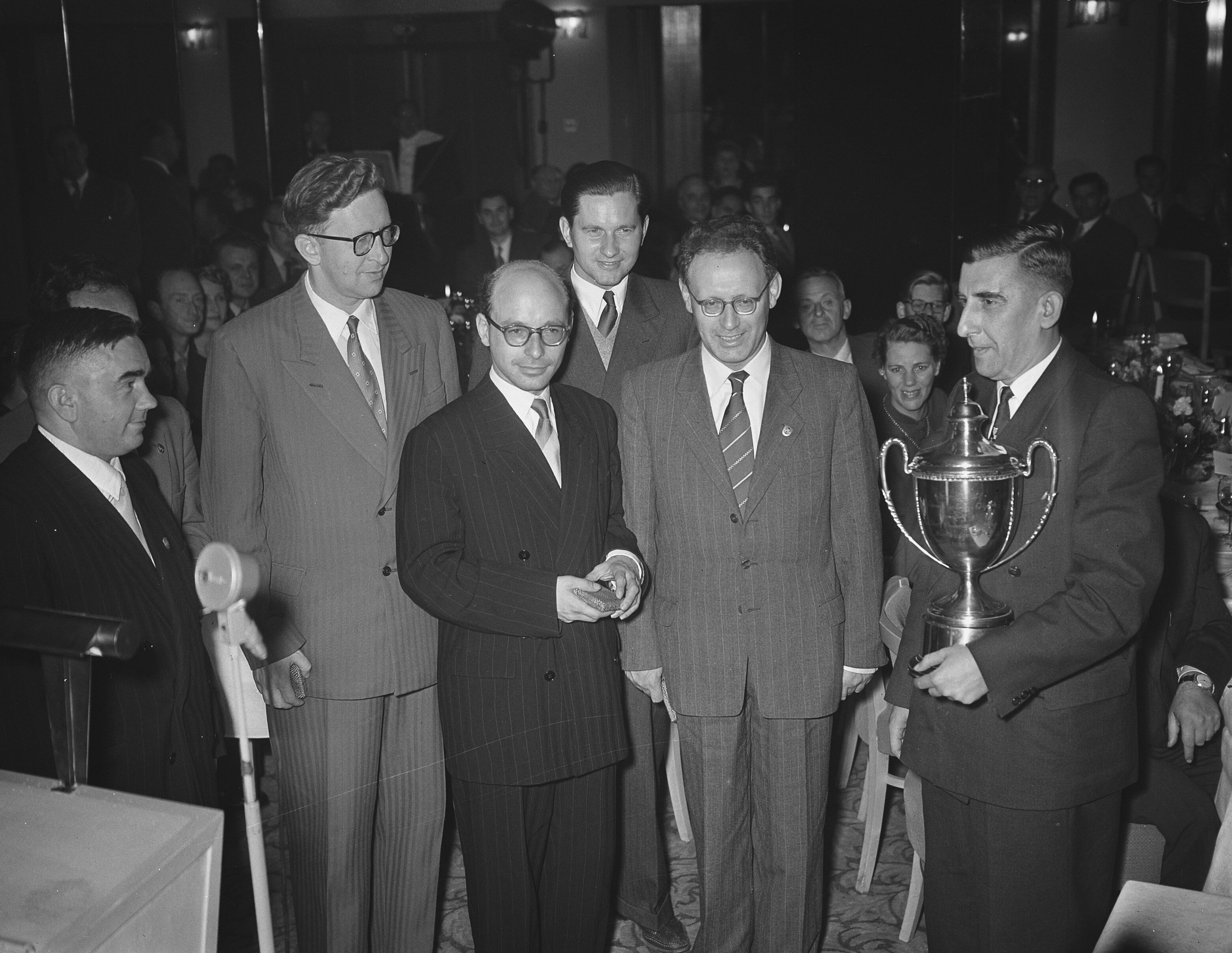
11e Schaakolympiade 1954 in Amsterdam: het Sovjet-team met de overwinningsbeker, de Hamilton-Russell Cup

In 2020 werd in plaats van de gebruikelijke schaakolympiade een online toernooi georganiseerd. Er werd deelgenomen door 163 landen en de winnaars waren Rusland en India. Vanwege internet-problemen kon geen van beide landen als definitieve winnaar worden aangemerkt.  

## Uitslagen

### Open toernooi
| N° | Jaar | Plaats           | Aantal landen | Goud                 | Zilver                   | Brons                 | Nederland | België |
| -- | ---- | ---------------- | ------------- | -------------------- | ------------------------ | --------------------- | --------- | ------ |
| 1  | 1927 | Londen           | 16            | Hongarije 40         | Denemarken 38½           | Engeland 36½          | 4e        | 14e    |
| 2  | 1928 | Den Haag         | 17            | Hongarije 44         | Verenigde Staten 39½     | Polen 37              | 10e       | 12e    |
| 3  | 1930 | Hamburg          | 18            | Polen 48½            | Hongarije 47             | Duitsland 44½         | 7e        | ---    |
| 4  | 1931 | Praag            | 19            | Verenigde Staten 48  | Polen 47                 | Tsjecho-Slowakije 46½ | 11e       | ---    |
| 5  | 1933 | Folkestone       | 15            | Verenigde Staten 39  | Tsjecho-Slowakije 37½    | Zweden 34             | ---       | 13e    |
| 6  | 1935 | Warschau         | 20            | Verenigde Staten 54  | Zweden 52½               | Polen 52              | ---       | ---    |
| 7  | 1937 | Stockholm        | 19            | Verenigde Staten 54½ | Hongarije 48½            | Polen 47              | 6e        | 17e    |
| 8  | 1939 | Buenos Aires     | 26            | Duitsland 36         | Polen 35½                | Estland 33½           | 8e        | ---    |
| 9  | 1950 | Dubrovnik        | 16            | Joegoslavië 45½      | Argentinië 43½           | West-Duitsland 40½    | 5e        | 6e     |
| 10 | 1952 | Helsinki         | 25            | Sovjet-Unie 21       | Argentinië 19½           | Joegoslavië 19        | 10e       | ---    |
| 11 | 1954 | Amsterdam        | 26            | Sovjet-Unie 34       | Argentinië 27            | Joegoslavië 26½       | 8e        | 19e    |
| 12 | 1956 | Moskou           | 34            | Sovjet-Unie 31       | Joegoslavië 26½          | Hongarije 26½         | 19e       | 16e    |
| 13 | 1958 | München          | 36            | Sovjet-Unie 34½      | Joegoslavië 29           | Argentinië 25½        | 14e       | 24e    |
| 14 | 1960 | Leipzig          | 40            | Sovjet-Unie 34       | Verenigde Staten 29      | Joegoslavië 27        | 10e       | 33e    |
| 15 | 1962 | Varna            | 37            | Sovjet-Unie 31½      | Joegoslavië 28           | Argentinië 26         | 11e       | 19e    |
| 16 | 1964 | Tel Aviv         | 50            | Sovjet-Unie 36½      | Joegoslavië 32           | West-Duitsland 30½    | 11e       | ---    |
| 17 | 1966 | Havanna          | 52            | Sovjet-Unie 39½      | Verenigde Staten 34½     | Hongarije 33½         | 15e       | 25e    |
| 18 | 1968 | Lugano           | 53            | Sovjet-Unie 39½      | Joegoslavië 31           | Bulgarije 30          | 15e       | 26e    |
| 19 | 1970 | Siegen           | 60            | Sovjet-Unie 27½      | Hongarije 26½            | Joegoslavië 26        | 18e       | 33e    |
| 20 | 1972 | Skopje           | 63            | Sovjet-Unie 42       | Hongarije 40½            | Joegoslavië 38        | 8e        | 30e    |
| 21 | 1974 | Nice             | 73            | Sovjet-Unie 46       | Joegoslavië 37½          | Verenigde Staten 36½  | 5e        | 30e    |
| 22 | 1976 | Haifa            | 48            | Verenigde Staten 37  | Nederland 36½            | Engeland 35½          | 2e        | 24e    |
| 23 | 1978 | Buenos Aires     | 66            | Hongarije 37         | Sovjet-Unie 36           | Verenigde Staten 35   | 14e       | 47e    |
| 24 | 1980 | Malta            | 82            | Sovjet-Unie 39       | Hongarije 39             | Joegoslavië 35        | 10e       | 38e    |
| 25 | 1982 | Luzern           | 92            | Sovjet-Unie 42½      | Tsjecho-Slowakije 36     | Verenigde Staten 35½  | 15e       | 52e    |
| 26 | 1984 | Thessaloniki     | 88            | Sovjet-Unie 41       | Engeland 37              | Verenigde Staten 35   | 9e        | 43e    |
| 27 | 1986 | Dubai            | 108           | Sovjet-Unie 40       | Engeland 39½             | Verenigde Staten 38½  | ---       | 30e    |
| 28 | 1988 | Thessaloniki     | 107           | Sovjet-Unie 40½      | Engeland 34½             | Nederland 34½         | 3e        | 34e    |
| 29 | 1990 | Novi Sad         | 107           | Sovjet-Unie 39       | Verenigde Staten 35½     | Engeland 35½          | 12e       | 53e    |
| 30 | 1992 | Manilla          | 102           | Rusland 39           | Oezbekistan 35           | Armenië 34½           | 23e       | 50e    |
| 31 | 1994 | Moskou           | 124           | Rusland 37½          | Bosnië en Herzegovina 35 | Rusland II 34½        | 6e        | 46e    |
| 32 | 1996 | Jerevan          | 114           | Rusland 38½          | Oekraïne 35              | Verenigde Staten 34   | 14e       | 54e    |
| 33 | 1998 | Elista           | 110           | Rusland 35½          | Verenigde Staten 34½     | Oekraïne 32½          | 12e       | 54e    |
| 34 | 2000 | Istanboel        | 129           | Rusland 38           | Duitsland 37             | Oekraïne 35½          | 33e       | 54e    |
| 35 | 2002 | Bled             | 134           | Rusland 38½          | Hongarije 37½            | Armenië 35            | 6e        | 44e    |
| 36 | 2004 | Calvià           | 129           | Oekraïne 39½         | Rusland 36½              | Armenië 36½           | 8e        | 58e    |
| 37 | 2006 | Turijn           | 149           | Armenië 36           | China 34                 | Verenigde Staten 33   | 12e       | 70e    |
| 38 | 2008 | Dresden          | 154           | Armenië 19           | Israël 18                | Verenigde Staten 17   | 12e       | 70e    |
| 39 | 2010 | Chanty-Mansiejsk | 147           | Oekraïne 19          | Rusland 18               | Israël 17             | 15e       | 60e    |
| 40 | 2012 | Istanboel        | 157           | Armenië 19           | Rusland 19               | Oekraïne 18           | 6e        | 89e    |
| 41 | 2014 | Tromsø           | 177           | China 19             | Hongarije 17             | India 17              | 12e       | 67e    |
| 42 | 2016 | Bakoe            | 180           | Verenigde Staten 20  | Oekraïne 20              | Rusland 18            | 11e       | 64e    |
| 43 | 2018 | Batoemi          | 185           | China 18             | Verenigde Staten 18      | Rusland 18            | 40e       | 71e    |
| 44 | 2022 | Chennai          | 188           | Oezbekistan 19       | Armenië 19               | India 18              | 11e       | 54e    |
| 45 | 2024 | Boedapest        | 195           | India 21             | Verenigde Staten 17      | Oezbekistan 17        | 21e       | 71e    |

### Vrouwentoernooi
| N° | Jaar | Plaats           | Aantal landen | Goud            | Zilver                  | Brons                             | Nederland | België |
| -- | ---- | ---------------- | ------------- | --------------- | ----------------------- | --------------------------------- | --------- | ------ |
| 1  | 1957 | Emmen (NL)       | 21            | Sovjet-Unie 10½ | Roemenië 10½            | Duitse Democratische Republiek 10 | 9e        | 20e    |
| 2  | 1963 | Split            | 15            | Sovjet-Unie 25  | Joegoslavië 24½         | Duitse Democratische Republiek 21 | 7e        | 13e    |
| 3  | 1966 | Oberhausen       | 14            | Sovjet-Unie 22  | Roemenië 20½            | Duitse Democratische Republiek 17 | 5e        | ---    |
| 4  | 1969 | Lublin           | 15            | Sovjet-Unie 26  | Hongarije 20½           | Tsjecho-Slowakije 19              | 9e        | ---    |
| 5  | 1972 | Skopje           | 23            | Sovjet-Unie 11½ | Roemenië 8½             | Hongarije 8                       | 12e       | ---    |
| 6  | 1974 | Medellín         | 26            | Sovjet-Unie 13½ | Roemenië 13½            | Bulgarije 13                      | 5e        | ---    |
| 22 | 1976 | Haifa            | 23            | Israël 17       | Verenigd Koninkrijk 11½ | Spanje 11½                        | 6e        | ---    |
| 23 | 1978 | Buenos Aires     | 32            | Sovjet-Unie 16  | Hongarije 11            | West-Duitsland 11                 | 11e       | ---    |
| 24 | 1980 | Malta            | 42            | Sovjet-Unie 32½ | Hongarije 32            | Polen 26½                         | 17e       | 36e    |
| 25 | 1982 | Luzern           | 45            | Sovjet-Unie 33  | Roemenië 30             | Hongarije 26                      | 8e        | 34e    |
| 26 | 1984 | Thessaloniki     | 51            | Sovjet-Unie 32  | Bulgarije 27½           | Roemenië 27                       | 13e       | 37e    |
| 27 | 1986 | Dubai            | 49            | Sovjet-Unie 33½ | Hongarije 29            | Roemenië 28                       | ---       | ---    |
| 28 | 1988 | Thessaloniki     | 56            | Hongarije 33    | Sovjet-Unie 32½         | Joegoslavië 28                    | 10e       | 34e    |
| 29 | 1990 | Novi Sad         | 64            | Hongarije 35    | Sovjet-Unie 35          | China 29                          |           |        |
| 30 | 1992 | Manilla          | 62            | Georgië 30½     | Oekraïne 29             | China 28½                         |           |        |
| 31 | 1994 | Moskou           | 81            | Georgië 32      | Hongarije 31            | China 27                          |           |        |
| 32 | 1996 | Jerevan          | 74            | Georgië 30      | China 28½               | Rusland 28½                       |           |        |
| 33 | 1998 | Elista           | 72            | China 29        | Rusland 27              | Georgië 27                        | 4e        | ---    |
| 34 | 2000 | Istanboel        | 86            | China 32        | Georgië 31              | Rusland 28½                       | 6e        | ---    |
| 35 | 2002 | Bled             | 89            | China 29½       | Rusland 29              | Polen 28                          | 20e       | ---    |
| 36 | 2004 | Calvià           | 87            | China 31        | Verenigde Staten 28     | Rusland 27½                       | 12e       | ---    |
| 37 | 2006 | Turijn           | 104           | Oekraïne 29½    | Rusland 28              | China 27½                         | 7e        | ---    |
| 38 | 2008 | Dresden          | 111           | Georgië 18      | Oekraïne 18             | Verenigde Staten 17               | 18e       | ---    |
| 39 | 2010 | Chanty-Mansiejsk | 115           | Rusland 22      | China 18                | Georgië 16                        | 28e       | ---    |
| 40 | 2012 | Istanboel        | 127           | Rusland 19      | China 19                | Oekraïne 18                       | 20e       | 47e    |
| 41 | 2014 | Tromsø           | 136           | Rusland 20      | China 18                | Oekraïne 18                       | 15e       | 43e    |
| 42 | 2016 | Bakoe            | 140           | China 20        | Polen 17                | Oekraïne 17                       | 21e       | 62e    |
| 43 | 2018 | Batoemi          | 151           | China 18        | Oekraïne 18             | Georgië 17                        | 26e       | 98e    |
| 44 | 2022 | Chennai          | 162           | Oekraïne 18     | Georgië 18              | India 17                          | 20e       | 43e    |
| 45 | 2024 | Boedapest        | 181           | India 19        | Kazachstan 18           | Verenigde Staten 17               | 21e       | 44e    |